# Коршанга-Шигали
 Коршанга-Шигали (чув. Куршанкӑ) — деревня в Дрожжановском районе Татарстана. Входит в состав Звездинского сельского поселения.

## География
Находится в юго-западной части Татарстана на расстоянии приблизительно 14 км на север-северо-восток по прямой от районного центра села Старое Дрожжаное на границе с республикой Чувашия.

## История
Основано по местным данным в XVI веке. В письменных источниках фигурирует с 1880 года.

## Население
В селе числилось в 1880—250 человек, в 1897—314, в 1913—431, в 1926—507, в 1949—540, в 1979—342, в 1989—215. Постоянное население составляло 197 человек (чуваши 100 % в 2002 году), 148 в 2010.